# Gõ kiến xanh bụng vằn
Picus xanthopygaeus là một loài chim trong họ Picidae.
Loài gõ kiến này được tìm thấy ở tiểu lục địa Ấn Độ.